# Agrotis invertilinea
Agrotis invertilinea är en fjärilsart som beskrevs av Le Charles 1926. Agrotis invertilinea ingår i släktet Agrotis och familjen nattflyn. Inga underarter finns listade i Catalogue of Life.